# Laureaci nagród CTBUH
Council on Tall Buildings and Urban Habitat przyznaje corocznie dziewięć nagród – sześć dla budynków, dwie dla osób oraz jedną dla technologii. Poniższa lista przedstawia laureatów nagrodzonych przez organizację. W zestawieniach nagród regionalnych pogrubione zostały wpisy dotyczące budynków, które następnie otrzymały tytuł najlepszego wysokościowca świata.

## Best Tall Building Worldwide
| Rok  | Zdjęcie | Nazwa                           | Wysokość | Miasto     | Państwo         |
| ---- | ------- | ------------------------------- | -------- | ---------- | --------------- |
| 2007 |         | Beetham Tower                   | 169 m    | Manchester | Wielka Brytania |
| 2008 |         | Shanghai World Financial Center | 492 m    | Szanghaj   | Chiny           |
| 2009 |         | Linked Hybrid                   | 68 m     | Pekin      | Chiny           |
| 2010 |         | Broadcasting Place              | 70 m     | Leeds      | Wielka Brytania |
| 2011 |         | KfW Westarkade                  | 56 m     | Frankfurt  | Niemcy          |
| 2012 |         | Doha Tower                      | 238 m    | Doha       | Katar           |
| 2013 |         | Siedziba CCTV                   | 234 m    | Pekin      | Chiny           |

## Best Tall Building Americas
| Rok  | Zdjęcie | Nazwa                   | Wysokość | Miasto      | Państwo           |
| ---- | ------- | ----------------------- | -------- | ----------- | ----------------- |
| 2008 |         | New York Times Building | 319 m    | Nowy Jork   | Stany Zjednoczone |
| 2009 |         | Manitoba Hydro Place    | 115 m    | Winnipeg    | Kanada            |
| 2010 |         | Bank of America Tower   | 366 m    | Nowy Jork   | Stany Zjednoczone |
| 2011 |         | 8 Spruce Street         | 265 m    | Nowy Jork   | Stany Zjednoczone |
| 2012 |         | Absolute World          | 158 m    | Mississauga | Kanada            |
| 2013 |         | The Bow                 | 237 m    | Calgary     | Kanada            |

## Best Tall Building Asia & Australasia
| Rok  | Zdjęcie | Nazwa                                  | Wysokość | Miasto    | Państwo   |
| ---- | ------- | -------------------------------------- | -------- | --------- | --------- |
| 2008 |         | Shanghai World Financial Center        | 492 m    | Szanghaj  | Chiny     |
| 2009 |         | Linked Hybrid                          | 68 m     | Pekin     | Chiny     |
| 2010 |         | The Pinnacle@Duxton                    | 163 m    | Singapur  | Singapur  |
| 2011 |         | Guangzhou International Finance Center | 440 m    | Guangzhou | Chiny     |
| 2012 |         | 1 Bligh Street                         | 135 m    | Sydney    | Australia |
| 2013 |         | Siedziba CCTV                          | 234 m    | Pekin     | Chiny     |

## Best Tall Building Europe
| Rok  | Zdjęcie | Nazwa              | Wysokość | Miasto    | Państwo         |
| ---- | ------- | ------------------ | -------- | --------- | --------------- |
| 2008 |         | Willis Building    | 125 m    | Londyn    | Wielka Brytania |
| 2009 |         | Broadgate Tower    | 178 m    | Londyn    | Wielka Brytania |
| 2010 |         | Broadcasting Place | 70 m     | Leeds     | Wielka Brytania |
| 2011 |         | KfW Westarkade     | 56 m     | Frankfurt | Niemcy          |
| 2012 |         | Palazzo Lombardia  | 131 m    | Mediolan  | Włochy          |
| 2013 |         | The Shard          | 306 m    | Londyn    | Wielka Brytania |

## Best Tall Building Middle East & Africa
| Rok  | Zdjęcie | Nazwa                      | Wysokość | Miasto   | Państwo                      |
| ---- | ------- | -------------------------- | -------- | -------- | ---------------------------- |
| 2008 |         | Bahrain World Trade Center | 240 m    | Manama   | Bahrajn                      |
| 2009 |         | Canton Tower               | 200 m    | Doha     | Katar                        |
| 2010 |         | Burdż Chalifa              | 828 m    | Dubaj    | Zjednoczone Emiraty Arabskie |
| 2011 |         | The Index                  | 326 m    | Dubaj    | Zjednoczone Emiraty Arabskie |
| 2012 |         | Doha Tower                 | 238 m    | Doha     | Katar                        |
| 2013 |         | Sowwah Square              | 155 m    | Abu Zabi | Zjednoczone Emiraty Arabskie |

## 10 Year Award
| Rok  | Zdjęcie | Nazwa          | Wysokość | Miasto | Państwo         |
| ---- | ------- | -------------- | -------- | ------ | --------------- |
| 2013 |         | 30 St Mary Axe | 180 m    | Londyn | Wielka Brytania |

## Tall Buildng Innovation Award
| Rok  | Laureat                                                                                     |
| ---- | ------------------------------------------------------------------------------------------- |
| 2012 | Al Bahar Towers w Abu Zabi                                                                  |
| 2013 | Technologia UltraRope firmy Kone Technologia prefabrykacji firmy Broad Sustainable Building |

## Inne
| Nagroda                        | Rok  | Zdjęcie | Nazwa         | Wysokość | Miasto    | Państwo                      |
| ------------------------------ | ---- | ------- | ------------- | -------- | --------- | ---------------------------- |
| Best Sustainable Tall Building | 2007 |         | Hearst Tower  | 182 m    | Nowy Jork | Stany Zjednoczone            |
| Global Icon                    | 2010 |         | Burdż Chalifa | 828 m    | Dubaj     | Zjednoczone Emiraty Arabskie |

## Nagroda Lynna S. Beedle'go
| Rok  | Imię i Nazwisko         | Firma                                   | Państwo           |
| ---- | ----------------------- | --------------------------------------- | ----------------- |
| 2003 | Charles A. DeBenedittis | Tishman Speyer                          | Stany Zjednoczone |
| 2004 | Gerald D. Hines         | Hines                                   | Stany Zjednoczone |
| 2005 | Alan G. Davenport       | BTWL                                    | Kanada            |
| 2006 | Ken Yeang               | Llewelyn Davies Yeang                   | Wielka Brytania   |
| 2007 | Norman Foster           | Foster and Partners                     | Wielka Brytania   |
| 2008 | César Pelli             | Pelli Clarke Pelli Architects           | Stany Zjednoczone |
| 2009 | John Portman            | John Portman & Associates               | Stany Zjednoczone |
| 2010 | William Pedersen        | Kohn Pedersen Fox Associates            | Stany Zjednoczone |
| 2011 | Adrian Smith            | Adrian Smith + Gordon Gill Architecture | Stany Zjednoczone |
| 2012 | Helmut Jahn             | Murphy/Jahn                             | Stany Zjednoczone |
| 2013 | Henry N. Cobb           | Pei Cobb Freed & Partners               | Stany Zjednoczone |

## Nagroda Fazlura R. Khana
| Rok  | Imię i Nazwisko                    | Firma                         | Państwo           |
| ---- | ---------------------------------- | ----------------------------- | ----------------- |
| 2004 | Leslie E. Robertson                | LERA                          | Stany Zjednoczone |
| 2005 | Werner Sobek                       | Werner Sobek Ingenieure       | Niemcy            |
| 2006 | Srinivasa Iyengar                  | Skidmore, Owings and Merrill  | Stany Zjednoczone |
| 2007 | Farzad Naeim                       | John A. Martin & Associates   | Stany Zjednoczone |
| 2008 | William F. Baker                   | Skidmore, Owings and Merrill  | Stany Zjednoczone |
| 2009 | Prabodh V. Banavalkar              | Ingenium                      | Stany Zjednoczone |
| 2010 | William Pedersen                   | Kohn Pedersen Fox Associates  | Stany Zjednoczone |
| 2011 | Akira Wada                         | Tokyo Institute of Technology | Japonia           |
| 2012 | Charles Thornton Richard Tomasetti | Thornton Tomasetti            | Stany Zjednoczone |
| 2013 | Clyde Baker                        | AECOM                         | Stany Zjednoczone |